# 하이픈 마이너스
하이픈 마이너스(hyphen-minus) 기호 -는 디지털 문서에서 가장 일반적으로 사용되는 붙임표 형식이다. 대부분의 키보드에서 빼기표나 줄표(대시)와 유사한 유일한 문자이므로 이러한 문자에도 사용된다. 하이픈 마이너스라는 이름은 하이픈-(마이너스)라고 불렸던 원래 ASCII 표준에서 유래되었다. 이 문자는 사용되는 상황에 따라 하이픈, 빼기 기호 또는 대시로 표시된다.

## 설명
초기 타자기와 문자 인코딩에서는 하이픈, 빼기, 다양한 대시 및 취소선에 거의 항상 단일 키/코드가 사용되었다. 왜냐하면 모두 대략 비슷한 모양을 갖고 있기 때문이다. 현재 유니코드 표준은 코드 포인트 U 2212의 명확한 빼기 기호(유니코드 마이너스), U 2010의 명확한 하이픈(유니코드 하이픈), U 002D의 하이픈 마이너스 등 다양한 대시에 대한 고유 문자를 지정한다. 하이픈이 필요한 경우 하이픈 마이너스는 잘 알려져 있고 키보드로 입력하기 쉬우며 여전히 많은 데이터 형식과 컴퓨터 언어에서 인식되는 유일한 형식이므로 일반적인 선택이다. 유니코드 표준에서는 U 2010 하이픈이 하이픈 마이너스보다 "선호"된다고 명시하고 있지만 표준 자체에서는 하이픈 문자로 하이픈 마이너스를 사용한다.
대부분의 최신 컴퓨터 글꼴에서 하이픈-마이너스는 유니코드 하이픈과 동일하거나 매우 유사하다.
더하기 기호가 포함된 수학 텍스트에서는 해당 메트릭이 레벨 및 길이의 더하기 기호와 일치하기 때문에 유니코드 마이너스 기호가 하이픈-마이너스 기호보다 선호된다.

## 같이 보기
- 붙임표
- 소프트 하이픈